# Heian-szentély

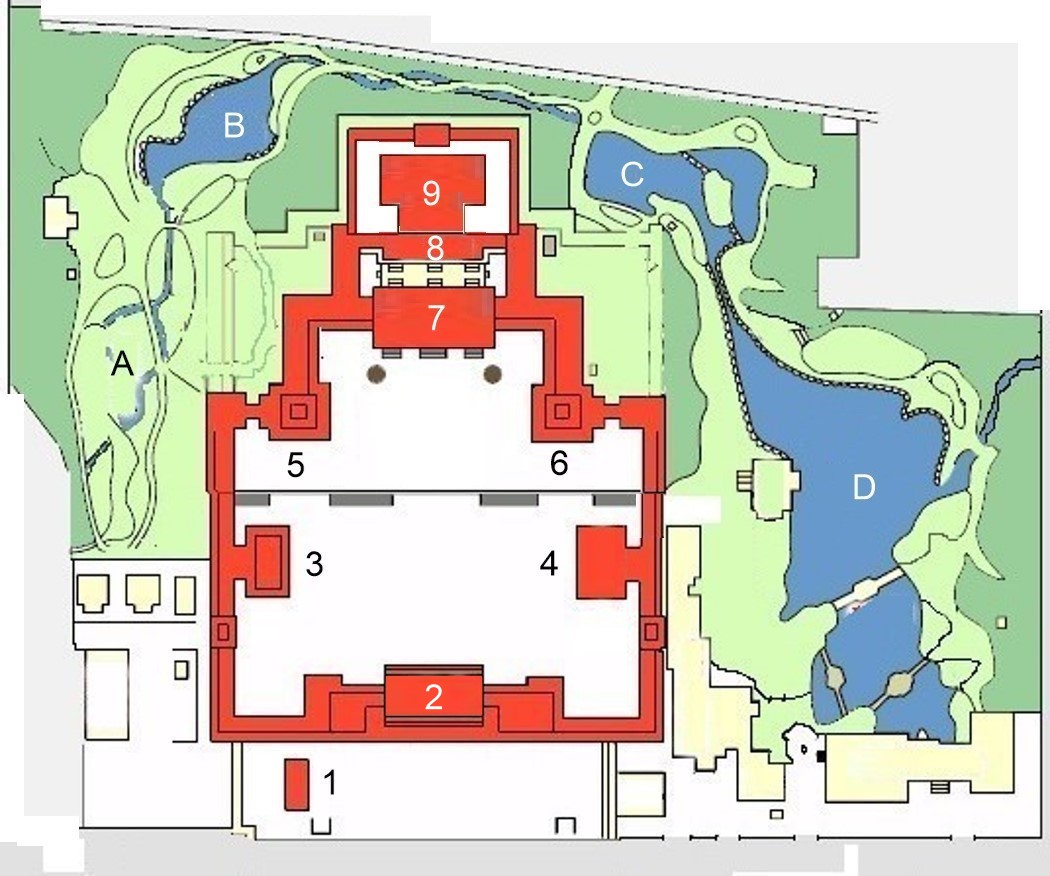
1: Chōyuza (手水舎)
2: Ōtemmon (応天門)
3: Gakuden (額殿)
4: Kaguraden (神楽殿)
5: Byakko-rō (白虎楼) Fehér tigris pavilon
6: Seiryū-rō(蒼龍楼) Zöld sárkány pavilon
7: Daigoku-den (大極殿)
8: Uchi-haiden (内拝殿)
9: Honden (本殿)
A: Kicsi tavacska
B: Fehér tigris tavacska
C: Zöld sárkány tavacska
D: Seihō-tavacska (栖鳳池)

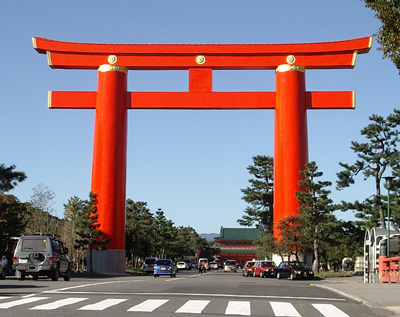
A torii

A Heian-szentélyt (japánul: 平安神宮, Heian dzsingú, Hepburn-átírással: Heian jingū) 1895-ben építették a város keleti részén, Kiotó fennállásának 1100. évfordulójára, s az első (Kammu) és utolsó (Kómei) ott uralkodó császárnak szentelték (mintegy a városatyák nemes bosszújaként, amiért az udvar 1869-ben Edóba költözött, ámbár Kómeit csak a nacionalizmus tetőpontján, 1940-ben tették hozzá). A főépület az első kiotói császári palota nagycsarnokának némileg kicsinyített mása, falai harsány cinóbervörösek, teteje zöld cserép, a mögötte levő tókertben pedig – a kiotói zen kertekkel éles ellentétben – mintegy a Heian-kor (794–1185) rekreációjaként színpompás növények és fák (cseresznye, juhar, azálea, nőszirom, vízililiom stb.) burjánzanak. A szentélyhez vezető széles út bejáratánál álló gigantikus vörös szentélykapu (torii) már kilométerekről látható. A Heian-szentélyhez kapcsolódó legfontosabb ünnep a dzsidai macuri.